# Leskia sanctaecrucis
Leskia sanctaecrucis là một loài ruồi trong họ Tachinidae.